# Familia Corleone
La familia Corleone es una familia mafiosa italiana ficticia del libro El padrino, escrito por Mario Puzo, y de las películas El padrino y sus secuelas El padrino II y El padrino III, dirigidas
por Francis Ford Coppola. La familia toma inspiración de familias criminales reales como los Genovese y los Bonanno. Fue creada por Don Vito Corleone en Nueva York, junto con otros amigos que pasarían a ser miembros importantes de la familia mafiosa. En la novela y varios medios como el videojuego, los Corleone eran la familia que tenía total control sobre la Pequeña Italia, que ocupaba una extensa parte de Nueva York

## Historia
La familia Corleone es sin duda la más respetada y temida entre las Cinco Familias. Vito Corleone, que actúa como don, ha sido conocido como un hombre de honor, con respeto, y lealtad. La Familia fue fundada en la sangre: en 1920, Don Vito Corleone asesinó a Fanucci, se apoderó de sus propiedades, y fundó la compañía Genco Olive como base de operaciones criminales. A partir de entonces, Vito comenzó su campaña para hacerse con el poder, aplastando toda resistencia a lo largo del camino. En 1933, Vito se impuso contra la familia Maranzano en la Guerra del Aceite de Oliva. A continuación, pasó sobre el inicio de la Guerra de Pacificación, para eliminar o absorber a cabo todas las operaciones de oponerse la Mano Negra en la ciudad.

### Comienzos
Vito Corleone nació con el nombre de Vito Andolini en Corleone (Sicilia), en el año 1891. Su padre murió por insultar al jefe local de la mafia, cuando se disponen a enterrar a su padre también matan a su hermano, Paolo Andolini, que había jurado venganza, su madre intercede para que no maten a Vito, la matan frente a sus ojos, Vito huye y con ayuda de unos amigos es enviado a Nueva York con unos conocidos de la familia Andolini, los Abbandando, los cuales tenían un hijo llamado Genco que se convertiría en el mejor amigo de Vito.
Vito vivió con tranquilidad con los Abbandando mientras trabajaba en la droguería Abbandando, propiedad de Luigi, el padre de Genco.

### Asesinato de Don Fanucci
A los 19 años se casó con Carmella Corleone y dos años después tuvieron a su primer hijo, Santino, que en el futuro sería el Sottocapo de la familia.
Por aquel entonces vivían en Hell's Kitchen y tuvieron a su segundo hijo Fredo. Un día un hombre relacionado con la mano negra, Don Fanucci, fue a pedirle a Luigi que empleara a su sobrino en su droguería, el señor Abbandando tuvo que aceptar, pues, a pesar de Genco, pagaba tributo a Don Fanucci, ya que este extorsionaba a los tenderos del barrio.
Vito se quedó sin empleo y tenía cuatro bocas que alimentar, así que buscó trabajo en los ferrocarriles, mientras soportaba insultos de los capataces, que creían que no hablaba Inglés.
Cierto día, con su familia al borde de la indigencia oyó golpes en su ventana que comunicaba por un respiradero con el edificio de enfrente, un hombre le lanzó un saco por la ventana para que lo escondiera, Vito lo hizo sin preguntas y descubrió revólveres dentro.
Al día siguiente el hombre llamado Clemenza le invitó a tomar café y le prometió regalarle una alfombra de un amigo suyo, los dos hombres fueron a la casa, que Clemenza abrió la puerta con una llave que llevaba en el bolsillo. Entraron y empezaron a recoger la alfombra, luego llamaron al timbre y descubrieron que era un policía, Clemenza sacó un revólver hasta que el policía se retiró y Vito se dio cuenta de que estaban cometiendo un robo.
Clemenza y Vito llevaron la alfombra a casa del último y se convirtieron en amigos hasta la muerte de Vito. Clemenza le propuso a Vito trabajar para él y un amigo llamado Tessio. El trabajo consistía en atracar los camiones de vestidos, después venderían la mayoría a un mayorista italiano y la minoría los repartirían por las casas, Vito se comprometió a conducir el camión de reparto, ya que la idea del atraco le disgustaba, así como que renunció al dinero del reparto por las viviendas, pues no le gustaba la idea.
Un cierto día Don Fanucci abordó a Vito creyendo que era el más ingenuo de la banda y le pidió 300 dólares a cambio de la protección de éstos, Vito se lo comentó a su dos amigos, ambos querían pagar a Fanucci pero Vito los convenció para pagar a Don Fanucci 50 dólares cada uno.
Cuando Fanucci fue a casa de Vito para cobrar su dinero Vito utilizó su don para razonar con la gente y convenció a Fanucci. Después subió al tejado de su casa, bajó por la escalera de incendios y siguió a Fanucci por los callejones hasta entrar en su casa, lo esperó y cuando este iba a entrar le disparó y murió, Vito le robó todo el dinero que llevaba que resultó ser el que le había entregado anteriormente, de forma que Fanucci no era la persona importante que aparentaba. Durante el asesinato de Fanucci, Santino había seguido a su padre y observó la escena
Clemenza y Tessio lo evitaron durante unas semanas pues sabían que él había matado a Fanucci.
Un día se reunieron y Tessio le propuso a Vito dirigir los negocios de Fanucci, pero este se negó así que siguieron atracando a los camiones de ropa, pero esta vez sin la presión de Don Fanucci.

### Genco Olive Oil Company
Después de lo de Don Fanucci Vito se ganó el respeto de la gente pues todos sospechaban que lo había matado él y comenzaron a pedirle favores a los que él aceptaba de buen grado, entre estos favores le pedían que fuese a locales ilegales del juego para que los apostadores creyeran que Vito los protegía, con esto ganó dinero y una parte siempre se la daba a Clemenza y Tessio.
Con el dinero que ganó creó una empresa de importación de aceite de oliva que se llamaba Compañía de aceite de oliva Genco pura, ya que la empresa se ubicaba en el local heredado por Genco Abbandando de su padre le puso el nombre de la empresa a Genco, demostrando así su gran humildad.
Un día su mujer llegó a casa acompañada de una amiga suya del barrio, la Signora Colombo, a la que su casero, el signor Roberto, quería echar de casa porque su hijo tenía un perro del cual sus vecinos se quejaban, Vito prometió hablar con el signor Roberto, lo convenció y se ganó aún más respeto, con lo cual la gente le seguía pidiendo más favores, ganándose una gran amistad, pues jamás cobraba dinero por estos favores.
El negocio del aceite se configuraba según el máximo de capital empleado en su inicio, es decir, Vito ocupaba el lugar de jefe pues había sido el que más dinero había invertido, Genco se ocupó de la economía de la empresa pues ya tenía experiencia desde que trabajase en la droguería de su padre, Clemenza y Tessio se ocupaban del reparto.
Sin embargo Vito deseó hacerse con el monopolio de la venta del aceite de oliva en América, para ello rebajó los precio hasta el mínimo, pero aun así no conseguía vender más pues el aceite de oliva de los otros vendedores era más cara, pero de mejor calidad, así que Vito decidió utilizar métodos menos legales, cuando un vendedor no quería unirse a la importadora de Vito este encargaba a sus amigos Clemenza y Tessio que volcasen los camiones de los otros vendedores y los quemasen, estos dos comenzaron a reclutar hombres para que los ayudasen en estos trabajos y fueron inscritos como trabajadores en la compañía de Vito.
Después de cierto tiempo Vito se hizo con el control del monopolio a través de sobornos, amenazas, extorsiones e incluso asesinato, sin embargo surgió en América la ley seca, mediante la cual se prohibía vender alcohol para que los trabajadores fueran más eficientes.
A través de contactos en Canadá, Clemenza le presentó a Vito a algunos contrabandistas de alcohol que necesitaban camiones para transportarlo desde Canadá a Estados Unidos así que Vito les prometió sus camiones bajo ciertas amenazas contra Vito, en su opinión innecesarias, que Vito vengaría en el futuro.
Para ello Vito redujo sus ventas de aceite de oliva para dedicarse al contrabandismo y adquirió una gran reputación, sobornando a gran cantidad de políticos y jueces. Sin embargo la ley seca fue abolida, y todas las familias han prosperado y comenzó una batalla para determinar que organizaciones dominaban y cuáles enfrentarán un final violento, Vito corrió peligro de arruinarse por lo tanto decidió dedicarse a otros negocios ilegales como la extorsión, la usura, el juego, la lotería ilegales etc; cuyos negocios les sacaron a las pequeñas familias de irlandeses.
Como eran muchos los negocio a tratar Vito configuró la Familia Corleone otorgándole el grado de Consigliere a su amigo Genco Abbandando y el de Caporegimes a sus amigos Tessio y Clemenza que comenzaron a reclutar hombres para sus regimi.
Vito comenzó a tener preocupaciones familiares con su hijo Santino, pues había sido arrestado atracando un supermercado a los 16 años, Vito estaba enfadado con él, Santino le dijo a su padre que quería trabajar para él y este le dijo a Genco que ayudase a Santino a iniciarse en los negocios familiares.
En ese momento Tom Hagen, hijo adoptado de Vito, estaba en la Universidad estudiando derecho, ya que hacía años que vivía con los Corleone, Fredo Corleone estaba en el instituto, Michael Corleone en el colegio y Constanza Corleone era solo un bebé.
Santino fue elegido como guardaespaldas personal de su padre así que lo acompañaba a todas partes, con la idea de que en el futuro lo sustituyese pero Santino se negaba a aprender.
Años después Vito construyó una finca en Long Beach con casa para toda la familia, una fue para él, otra para Tom y su mujer, otra para Santino y la suya y las demás fueron alquiladas a algunos amigos de la familia.

### La guerra del aceite de oliva
Para ganar más beneficios con los negocios ilegales, Vito habló con Salvatore Maranzano para alcanzar un acuerdo entre ambos y tener un control sobre los bajos fondos de Nueva York.
Maranzano no quiso trabajar con Vito así que comenzó la guerra del aceite de oliva en la cual se enfrentaba el imperio de Maranzano, ayudado por el de Al Capone y la Familia Corleone, que, aunque bien organizada, no podía competir con la fuerza de ambos frentes.
Entonces Vito quiso citarse con Al Capone y este envió a unos pistoleros a que matasen a Vito, pero por aquel entonces este ya contaba con el apoyo de Luca Brasi que mató a los pistoleros. Vito le mandó una carta a Al Capone amenazándolo de muerte si se acercaba a Nueva York, y este se desligó de la guerra entre Maranzano y Vito, entonces las fuerzas estuvieron igualadas entre los dos ejércitos.
Después de un tiempo de sangrientas luchas Tessio penetró en las líneas de Maranzano y lo mató, alzándose la Familia Corleone con el imperio de Maranzano y con el indiscutible poder de Nueva York.

### Asalto a Don Corleone
Es 1945, fue la boda de Connie Corleone. Hay paz entre las familias de Nueva York, siendo la Familia Corleone la de mayor poder, en la cual Santino se ha ganado el título de Sottocapo, mientras que Tom Hagen obtiene el título de Consigliere tras la muerte de Genco Abbandando.
Un hombre llamado Virgil Sollozzo intenta convencer a la familia Corleone que se unan a su negocio de narcotráfico, prestándoles esta dos millón de dólares y la protección legal y política de la que la familia goza. Vito no confía en el narcotráfico así que se niega a entrar en el negocio. Días después Vito es asaltado en la calle por los hombres de Sollozzo y es enviado al hospital donde salvan su vida, Santino comienza una guerra contra la Familia Tataglia, que respaldaba a Sollozo y es causante del intento de asesinato a Vito, y contra las demás familias de Nueva York.
Durante la estancia en el hospital Vito corre peligro de muerte y su hijo menor Michael evita que lo maten, pidiendo así una tregua con la Familia Tataglia y solicitando una entrevista con Sollozzo.
En esta entrevista Michael asesina a Sollozzo y a su guardaespaldas, el corrupto capitán de policía Mark McCluskey, debido a esto, Michael se exilia en Sicilia a la espera de que se acabe la guerra que se originaría.

### La guerra entre las cinco familias de Nueva York
Se originó así una guerra sin cuartel entre las principales familias de Nueva York, la Familia Cuneo, la Familia Barzini, la Familia Stracci y la Familia Tattaglia contra la Familia Corleone.
Durante la guerra la Familia Corleone perdió la mitad de los contactos políticos y legales, así como numerosos negocios y hombres de los tres regimes.
Cuando Sonny se entera de que su cuñado Carlo Rizzi ha pegado a su hermana Connie de nuevo, sale de la protección que le ofrecía la finca Corleone y se dirige a toda velocidad para matar a su cuñado, pero le tienden una emboscada en un puente y muere acribillado.
Vito se entera y decide firmar la paz entre las cinco familias por lo cual convoca una reunión entre las cinco familias y las demás familias de América. Gracias a esa reunión Michael puede regresar a Nueva York y se firma una tregua entre las familias.

### Llegada de Michael al poder
Vito, ya anciano y cansado, le cedió el poder de la familia a su hijo Michael (poco después Vito murió de muerte natural). La familia Corleone planeaba trasladar sus negocios a Las Vegas, dejando su poder en Nueva York a Clemenza y a Tessio. Michael decide quitarle el puesto de consigliere a su hermano pasando este a ser el abogado de la familia en Las Vegas y dándole el puesto a su padre. Antes de la marcha de la familia Corleone a Las Vegas, Michael Corleone decidió "ajustar las cuentas" de la familia matando a los jefes de las familias rivales Emilio Barzini, Philip Tattaglia, a Moe Green, que rechazó la oferta que le hizo la familia Corleone de comprarle sus casinos en Las Vegas, a Fabricio, el guardaespaldas de Michael en Sicilia, que había intentado matarlo y mató a su mujer Apollonia, a Tessio, que traicionó a la familia uniéndose a los Barzini, creyendo que Michael no tendría poder para dirigir a la familia y los Barzini le habían prometido dirigir esta y a Carlo Rizzi, por haberse unido también a los Barzini, siendo él culpable de la muerte de Sonny.
De esta forma Michael se convierte en el Capo di tutti capi, la Familia Corleone se traslada a Las Vegas, y Clemenza adquiere los negocios de la familia en Nueva York.

### Intento de asesinato a Michael Corleone
Varios años después de la expansión de la familia Corleone hacia Las Vegas, Michael se encuentra celebrando la primera comunión de su hijo, Anthony Corleone. Durante la celebración, Michael atiende varias visitas, como la de Frank Pentangeli, este era un capodecini que trabajaba para Peter Clemenza, hasta que este murió, heredando él la posición de Clemenza y la razón de visitar a Michael fue la de pedirle permiso para asesinar a Los hermanos Rosato, pues al morir Clemenza, a éstos también les tocaba una parte de su territorio como capodecinis, no obstante, Michael, le dijo a Pentangeli que no, pues dentro de poco iba a iniciar negocios con Roth en Cuba, y este protegía a los hermanos Rosato.
En la noche de la celebración, en los jardines de la residencia de Michael dispararon a este por la noche. Don Corleone se libró de los disparos, y encontraron a los culpables muertos, y es así como Michael descubrió que había un traidor en su familia que se había vendido a algún enemigo suyo, y al ver que no lograron matarlo, el traidor decidió asesinar a los culpables del tiroteo para asegurarse de que no lo delatasen. El sospechoso que Don Corleone creía que podría haber mandado matarle era Hyman Roth, que lo quería traicionar porque pensaba que nunca iba a morir y que Michael le robaría su poder. Tras este incidente, Michael decide irse a Cuba para tratar los negocios que tenía con Hyman Roth, y durante este tiempo, le deja el poder de la familia a su hermano Tom, que había vuelto a ser Consigliere y pasó así por encima de Fredo Corleone, que era el Sottocapo. Al cabo de un tiempo Michael descubrió que el traidor desde dentro de su familia fue su hermano Fredo, quien le aseguró a Michael que lo engañaron, ya que el no sabía que intentarían matar a Michael. Tras esto, Michael volvió a Nevada. 
Don Corleone decide matar a Roth (que estaba mal de salud debido a su avanzada edad), pero su intento falló. Además decide negarle la palabra a su hermano Fredo y da la orden a su guardaespaldas Al Neri de que nada le suceda mientras su madre esté viva, de este modo Fredo es asesinado algún tiempo después del fallecimiento de aquella.
A Michael se le acusó de ser el jefe de una familia criminal, y por ello se celebró un juicio en su contra, en el que Frank Pentangeli (a quien todo el mundo daba por muerto, pues los hermanos Rosato habían intentado matarlo días antes) iba a testificar en contra de Michael, pues le habían dicho que el que dio la orden de matarlo fue este, lo cual no era cierto. Don Corleone decidió llevar al juicio al hermano de Pentangeli en modo de amenaza, para que así este no dijera nada en su contra. Dieron a Michael por inocente en el juicio. Al final, mandó matar a su hermano Fredo, a Johnny Ola (la mano derecha de Hyman Roth y uno de los que incitó a Fredo a atentar contra su hermano) y a Hyman Roth, esta vez, con éxito. Aquí es donde murió Rocco Lampone, disparado por la policía después de asesinar a Roth. Al mismo tiempo, Frank Pentangeli (que desde que lo habían intentado asesinar estuvo bajo la protección del FBI en una casa sin poder salir) decidió suicidarse incitado por Tom Hagen, heredando así su regime Joey Zasa y convirtiéndose la Familia Corleone en una familia mucho más poderosa de lo que lo había sido nunca, tanto en negocios como en respeto.

### Búsqueda de la legitimidad de la familia
Durante los siguientes quince años Michael quiere convertir la familia en una organización legal, por lo que vende los casinos de Las Vegas y se los reparte a las otras familias para mantener la paz, dona dinero a la Iglesia para redimir su conciencia desde la muerte de su hermano Fredo. BJ Harrison ocupa el cargo de Consigliere tras la muerte de Tom y la familia solo cuenta con dos regimi, uno controlado por Al Neri y el otro por Joey Zaza. En una fiesta en casa de Michael en Nueva York aparece un associati del regime de Zaza que se hace llamar Vincent Mancini alega ser el sobrino de Michael, resulta ser el hijo ilegítimo de Sonny con Lucy Mancini, este solicita ayudar a su tío en los negocios legales de la familia y separarse de Zaza a lo cual Michael acepta.
La Iglesia le pide a la familia Corleone que ingrese en el banco del Vaticano 600 millones de dólares, a cambio Michael se hace con las acciones que la Iglesia tiene de Inmobilary, una de las mayores empresas inmobiliarias de Europa, así la familia Corleone se convertiría en una de las familias más ricas del mundo.
Michael convoca junto con Don Altobello (Don de los Tattaglia) una reunión de La comisión en la cual Michael les cede todas sus acciones en los casinos de Nevada y les anuncia el desligue de la familia Corleone del crimen organizado. Momentos después un helicóptero con hombres armados dispara contra los jefes mafiosos eliminando a la mayoría.
Michael, con la ayuda de Vincent y de Al Neri consigue salvarse y cuando está en casa se da cuenta de que los que ordenaron el ataque fueron Don Altobello y Joey Zasa. Mientras Michael está en el hospital Vincent pide permiso a Al Neri y a su tía (que tiene un cargo parecido al de sottocapo, pero sin regime) matar a Zaza.
El día de San Gennaro Vincent organiza una emboscada para matar a Zaza y a sus principales hombres, los mata y se hace cargo así del regime de Zaza, a la vez que se convierte en el Sottocapo oficial de la familia.
Días después Michael decide retirarse y nombra Don Corleone a su sobrino Vincent. Este decide no legitimar el nombre de la familia y volver a convertirla en la poderosa familia criminal que era tiempos atrás.
Vincent descubre que los que intentan matar a su tío y hacerse con el poder de Inmobilary es Don Altobello, bajo el mando de la política en Italia, contratando a Mosca di Montelepre, un famoso sicario siciliano.
A la salida de la ópera el sicario contratado por Don Altobello mata por error a Mary Corleone, y Michael se retira definitivamente a Sicilia, hasta su muerte.

## Miembros de la familia

### Dones
- Vito Corleone, 1920s—1950.
- Sonny Corleone, 1946—48 (interino).
- Michael Corleone, 1950/58 - 1959/80.
- Tom Hagen, 1958—59 (interino).
- Vincent Mancini Corleone, 1980 en adelante.

### Consiglieri
El consigliere es el consejero legal del Don y su hombre de mayor confianza. Recibe las órdenes del Don y se las transmite al sottocapo o a los caporegimi.
- Genco Abbandando (1920s/45)
- Tom Hagen (1945/50 - 1955/64)
- Vito Corleone (1950/55)
- Al Neri (1964/¿?)

### Sottocapos
El sottocapo cumple generalmente órdenes de caporegimi al mismo tiempo. En la familia Corleone es el más importante de los tres caporegimi, es decir, Sonny, hasta su muerte, después de la cual su regime fue abolido.
- Sonny Corleone (1936/48)
- Fredo Corleone (1955/59)
- Vincent Mancini Corleone (1979/80)

### Caporegime
Cada uno de los caporegimi dirigen un grupo de 10 capodecini. Los caporegimi cumplen funciones de capitán o centurión del ejército romano, y en total dirigen 100 soldados. La familia Corleone disponía de tres regimi.
Los caporegimi reciben las órdenes del sottocapo, aunque en la familia Corleone las recibían del consigliere, y rara vez las reciben directamente del Don.
- Peter Clemenza (1920s/57)
- Salvatore Tessio (1920s/55) (traidor)
- Sonny Corleone (1935/46)
- Rocco Lampone (1950/59)
- Frank Pentangeli (1957/59)
- Joey Zasa (1960/78)
- Nick Geraci (1955/62) (traidor)
- Eddie Paradise (1962/197¿?)
- Richard Nobilio (1959/197¿?)

### Capodecini
Cada uno de los capodecini dirigen un grupo de 10 soldati, están subordinados a los caporegimi y equivalen al título de sargento o al de decurión del ejército romano. Un regimi siempre tenía 10 capodecini, así que la familia Corleone tenía treinta capodecini.
Los capodecini solo hablan de "negocios" con los caporegimi. Cuando estos querían encargarles un asesinato les tocaban un botón de sus camisas o chaquetas, de ahí que los capodecini se conozcan con el nombre de "botones".
Todos los capodecini son de origen siciliano, porque éstos son los que respetan la omertá.
- Al Neri (1954/55), Clemenza Regime, posteriormente puesto al mando directo de Michael Corleone
- Rocco Lampone (1945/55), Clemenza Regime
- Willi Cicci (19¿?/59), Clemenza Regime
- Paulie Gatto (19¿?/45) (traidor), Clemenza Regime
- Frank Pentangeli (19¿?/57), Clemenza Regime
- Joey Zasa (19¿?/79) (traidor), Clemenza Regime
- Carmine Rosato (19¿?/19¿?) (traidor), Clemenza Regime
- Anthony Rosato (19¿?/19¿?) (traidor), Clemenza Regime
- Richard Nobilio (19¿?/19¿?), Clemenza Regime
- Carmine Fucillo (19¿?/19¿?), Clemenza Regime
- Tony deRosa (19¿?/19¿?), Clemenza Regime
- Anthony Squigliaro (19¿?/19¿?), Clemenza Regime
- Joe Bono (19¿?/19¿?), Clemenza Regime
- Nick Geraci (19¿?/19¿?) (traidor), Tessio Regime
- Mosimo Barone (19¿?/19¿?), Tessio Regime
- Eddie Paradise (19¿?/19¿?), Tessio Regime
- Tommy Neri (19¿?/19¿?), Tessio Regime
- Dino di Miceli (19¿?/19¿?), Tessio Regime
- Donnie Serio (19¿?/19¿?), Tessio Regime
- Willie Binaggio (19¿?/19¿?), Tessio Regime

### Soldati
Constituyen un grupo numeroso en las familias mafiosas. La familia Corleone tenía 270 soldati repartidos entre los tres regimi (90-90-90).
Los soldati hacen los trabajos activos, están subordinados al capodecini y nunca hablan con los caporegimi. Cada soldato puede dirigir un número indefinido de associati.
Todos los soldati son de origen italiano.

### Associati
Los associati son los asociados de la familia, ya sea para ayudar a los soldati a hacer "negocios" o para hacer ellos negocios que les encarguen los soldati. Representan un grupo numeroso e indefinido y nunca hablan con los capodecini.
Nadie que no sea italiano puede ascender de este rango.